# 干海子乡
干海子乡，是中华人民共和国四川省凉山彝族自治州会东县曾经下辖的一个乡。

## 行政区划
干海子乡撤销前下辖以下地区：
孔家坪村、酒房村、干海子村、栗树坪村和老旺山村。